# نايجل دونيلي
نايجل دونيلي (بالإنجليزية: Nigel Donnelly) هو دراج نيوزلندي، ولد في 7 يوليو 1968 في كرايستشرش في نيوزيلندا.

## وصلات خارجية
- نايجل دونيلي على موقع إحصائيات الدراجات الإحترافية (الإنجليزية)
- نايجل دونيلي على موقع أوليمبيديا (الإنجليزية)
- نايجل دونيلي على موقع اتحاد ألعاب الكومنولث (مؤرشف) (الإنجليزية)